# Stazione di Vedano Olona
Stazione di Vedano Olona vasútállomás Olaszországban, Lombardia régióban, Vedano Olona településen.

## Vasútvonalak
Az állomást az alábbi vasútvonalak érintik:
- Saronno-Laveno-vasútvonal

## Kapcsolódó állomások
A vasútállomáshoz az alábbi állomások vannak a legközelebb:
- Stazione di Malnate
- Stazione di Venegono Superiore-Castiglione